# BAFA National Leagues
Die BAFA National Leagues (BAFANL) bilden das Ligasystem des American Footballs im Vereinigten Königreich. Im Jahr 2010 hießen sie BAFA Community Leagues (BAFACL). Es spielen nur Clubs aus England, Wales und Schottland mit. Teams aus Nordirland spielten in der gesamtirischen Irish American Football League.
Sie sind aufgeteilt in drei Spielklassen, der Premier, der 1. und der 2., welche je eine Play-off-Serie und ein Championship-Game haben. Die Championship-Teilnehmer steigen in die nächsthöhere Liga auf, die letzten beiden in die nächstniedrigere Liga ab. Das Endspiel der Premier Division heißt BritBowl. Der Sieger des Spiels gewinnt die Boston Trophy.

## Premier Division
Die BAFA Premier Division besteht aus 11 Mannschaften, gesplittet in die beiden Divisionen North und South. Jeder Teilnehmer einer Division spielt zweimal gegen jedes andere Team seiner Conference. In den Play-offs spielt der Sieger einer Division gegen den zweitplatzierten der anderen Division. Die Sieger der beiden Begegnungen tragen den BritBowl aus.
| Premier North                                                                                           | Premier South |
| --- | --- |
| - Coventry Phoenix - East Kilbride Pirates - Manchester Titans - Newcastle Vikings - Nottingham Caesars | - Bristol Aztecs - Cambridgeshire Cats - Hertfordshire Cheetahs - London Blitz - London Warriors - Rushmoor Knights |

## Division One
Die Division One ist die zweithöchste Spielklasse der BAFANL und ist aufgeteilt in zwei Divisionen, wobei NFC für „Northern Football Conference“ und SFC für „Southern Football Conference“ steht. Diese beiden sind zu je zwei Divisionen unterteilt, in welchen je sechs Teams spielen, also insgesamt 24. Jedes Team spielt ein Spiel gegen jedes Team ihrer Conference und ein weiteres Spiel gegen jedes Team ihrer Division.
Zur Qualifikation für die Play-offs muss eine Mannschaft unter die ersten vier seiner Conference kommen. Der 1. einer Conference spielt gegen den 4. und der 3. gegen den 2. Die Sieger dieser Spiele spielen dann im Conference-Championship-Game um den Einzug in das Championship-Game.
| NFC | NFC                                                                                                   | NFC |
| NFC1 Scottish                                                                                             | NFC1 North                                                                                            | NFC1 Midlands                                                                                            |
| --- | --- | --- |
| - Aberdeen Roughnecks - Clyde Valley Blackhawks - Glasgow Tigers - Inverclyde Goliaths - Rossendale Bucks | - Chester Romans - Merseyside Nighthawks - Scunthorpe Alphas - Sheffield Giants - Yorkshire Rams      | - Birmingham Bulls - Northants Knights - Sandwell Steelers - Shropshire Revolution - Staffordshire Surge |
| SFC | | |
| SFC1 East                                                                                                 | SFC1 Central                                                                                          | SFC1 West                                                                                                |
| - Colchester Gladiators - East Kent Mavericks - Essex Tridents - Kent Exiles - London Olympians           | - Berkshire Renegades - London Blitz B - Portsmouth Dreadnoughts - Sussex Thunder - Wembley Stallions | - Bournemouth Bobcats - Bristol Apache - Solent Thrashers - Somerset Wyverns - South Wales Warriors      |

## Division Two
Die Division Two ist aufgeteilt in zwei Conferences aus je vier Divisions, welche geographisch aufgeteilt sind in North, East, South und West.
Die Play-off-Serie der Division Two besteht aus zwei Spielrunden. Die Sieger einer Conference sind automatisch für die zweite Runde qualifiziert. Die erste Runde erfolgt, indem die verbliebenen Divisionsieger nach ihrem Ergebnis sortiert werden und in der Reihenfolge Nummern zugewiesen bekommen. Der 1. spielt dann gegen den 4. und der 2. gegen den 3. Die Sieger spielen dann in der zweiten Runde gegen einen der Conference-Sieger. Die Sieger der zweiten Runde spielen dann im Championship-Game um den Divisiontitel.
| NFC | NFC                                                                                | SFC                                                                       | SFC                                                                         |
| NFC2 North                                                                                                  | NFC2 Midlands                                                                      | SFC2 East                                                                 | SFC2 West                                                                   |
| --- | ---------------------------------------------------------------------------------- | ------------------------------------------------------------------------- | --------------------------------------------------------------------------- |
| - Darlington Steam - Doncaster Mustangs - Gateshead Senators - Humber Warhawks - Wakefield District Raiders | - Lancashire Buccaneers - Leicester Panthers - Leigh Miners - Lincolnshire Bombers | - Ipswich Cardinals - Ouse Valley Eagles - Oxford Saints - Norwich Devils | - Cornwall Monarchs - Hereford Stampede - Plymouth Vanguard - Swindon Storm |

## BritBowl
Der seit 1987 gespielte BritBowl wurde bis zur Gründung der BAFANL im Rahmen der British American Football League ausgetragen. Die Nummerierung wurde fortgesetzt.
| Nr.    | Jahr |                   | Sieger           | Verlierer | Resultat |
| ------ | ---- | ----------------- | ---------------- | --------- | -------- |
| XXIV   | 2010 | London Blitz      | Coventry Jets    | 34:20     |          |
| XXV    | 2011 | London Blitz      | London Warriors  | 18:00     |          |
| XXVI   | 2012 | London Blitz      | London Warriors  | 37:21     |          |
| XXVII  | 2013 | London Warriors   | London Blitz     | 26:23     |          |
| XXVIII | 2014 | London Warriors   | London Blitz     | 10:80     |          |
| XXIX   | 2015 | London Warriors   | London Blitz     | 20:19     |          |
| XXX    | 2016 | London Warriors   | London Blitz     | 36:15     |          |
| XXXI   | 2017 | Tamworth Phoenix  | London Blitz     | 34:28     |          |
| XXXII  | 2018 | London Warriors   | Tamworth Phoenix | 48:34     |          |
| XXXIII | 2019 | London Warriors   | Tamworth Phoenix | 56:29     |          |
| XXXIV  | 2022 | Manchester Titans | London Warriors  | 37:70     |          |
| XXXV   | 2023 | Manchester Titans | London Warriors  | 44:27     |          |
| XXXVI  | 2024 | London Warriors   | Bristol Aztecs   | 31:10     |          |